# 广濑正
广濑正（日语：／，1924年9月30日—1972年3月9日），日本小说家，爵士乐演奏家、古董车模制作者。他擅长创作以时间为主题的科幻小说。本名廣瀨祥吉（日语：／）。

## 生平
- 1924年  - 9月30日出生于东京都京桥区（现东京都中央区银座）
- 1942年 - 就读日本大学工学部建筑科，得以免除兵役。加入学校的吹奏乐团。
- 1945年 - 战争结束后，以次中音萨克斯风演奏者的身份开始活动，先后加入多支爵士乐队。
- 1952年 - 组建爵士乐队“广濑正与Skytones”，担任领队和编曲。
- 1960年 - 爵士乐队“广濑正与Skytones”因资金问题解散
- 1961年 - 于《宝石》杂志发表短篇推理小说《杀意》，首次作为作家出道。同年7月，参加科幻同好杂志《宇宙尘》活动。接连发表《东西》、《Once Upon A Time Machine》等短篇科幻作品。
- 1963年 - 成为日本推理小说家协会会员。同年开始动笔撰写长篇科幻作品《负零》。与此同时继续在各杂志发表短篇科幻小说。
- 1965年 - 长篇科幻小说《负零》在《宇宙尘》上分10期连载，受到读者好评。
- 1966-1968年 - 与友人合作为电视台撰写动画片脚本，参与杂志编辑等活动。同时将主要业余精力投入模型车制作。其间零星有短篇小说发表，但未有长篇作品面世。
- 1970年 - 9月，《负零》以单行本的形式出版。获第64届直木奖提名（未获奖）。
- 1971年 - 长篇科幻小说《升C》与《爱神》出版。两部作品分别获第65届、第66届直木奖提名，受评委司马辽太郎的热情推举，但未获奖（这两届直木奖获奖作均为空缺）。
- 1972年 - 3月9日正午时分，广濑正在赶往文艺春秋出版社的路上，突发心脏病倒地。发现的路人报警后，他被送往赤坂见附的医院，但最终医治无效，宣布死亡，年仅47岁。同年4月，《宇宙尘》刊载“广濑正追悼特辑”。6月，《T型福特谋杀案》与《镜之国的爱丽丝》出版。
- 1973年 - 3月，短篇集《如何制造时间机器》出版。8月，《镜之国的爱丽丝》在日本科幻大会上获第四届“星云奖”长篇小说奖。

## 轶事
- 在投身文学创作之前，广濑正是一名专业的萨克斯风演奏家，其率领的乐团“广濑正与Skytones”在1950年代得到日本爵士乐杂志的介绍。该乐团曾发行过一张名为《郷愁のメロディー なつかしい唱歌》的唱片。
- 首部长篇作品《负零》发表后迟迟未能出版单行本，广濑正有大约四五年的科幻小说创作空白期。其间他零星发表过一些短篇推理作品。在此期间，广濑正与友人合作撰写动画片脚本、进行编曲等，工作之余的主要精力投入了制作古董车模。虽然本人自谦说是“兴趣爱好”，但其投入的热情显然超越了普通爱好者：连螺丝、座椅面料等都是手工制作，完成一台1：12比例的车模要花费半年时间，精致程度令人叹为观止。据说，他通过贩售车模到欧美，也获得了不菲的收入。出版社编辑龙圆正宪曾评价：广濑正在古董车模界的知名度，甚至要超越爵士乐和科幻小说界。
- 司马辽太郎素来对科幻和推理类小说兴趣寥寥，可他读了广濑正的《负零》后，一改成见，给予了极高评价：

“作为读者，我觉得最有意思的作品是《负零》。科幻小说需要一种特别的阅读方式——你必须从一开始就做好接受虚构设定的心理准备。尽管如此，我还是被作者的幻想功力、以及构建幻想的稳健程度震惊了。话说回来，只要通行的小说概念仍然囿于关注“这片土地上的人生与现实”（理应如此），我觉得它获奖的可能性不太高，但我仍然愿意推举本作，十分满分的话我打七分。”
- 在广濑正参与编写剧本的动画片《马赫GoGoGo》的第一集，赛车场的解说员曾说出“三号车选手，广濑正”的旁白。

## 小说作品
- 单行本
  - 1970 年 9 月，《负零》河出书房新社
  - 1971 年 4 月，《升C》河出书房新社
  - 1971年11月，《爱神》河出书房新社
  - 1972年6月，《镜之国的爱丽丝》河出书房新社
  - 1972年6月，《T型福特谋杀案》讲谈社
  - 1973年3月，《如何制造时光机》（短篇集） 河出书房新社
- 全集
  - 1977年3月至8月，《广濑正全集》 6 卷，河出书房新社
  - 1982年2月至7月，《广濑正全集》 6 卷文库本，集英社文库
  - 2008年7月，《广濑正全集》 6 卷，集英社文库再版

## 音乐和影视作品
电影配乐
- 《世界入浴風俗》 1957年 电影短片配乐[2]

LP唱片
- 《郷愁のメロディー なつかしい唱歌・童謡のムード》 ，于1960年（乐队解散前夕）发行

动画片脚本
广濑正和剧本作家鸟海尽三、铃木良武三人以“三木濑たかし”或“三木濑隆”的名义，为多部动画片撰写了脚本。以下是部分作品。
- ビッグX TBS 1964 ～ 1965
- 宇宙エース CX 1965 ～ 1966
- W3（三木濑隆名义） CX 1965 ～ 1966
- 海賊王子（三木濑たかし名义） NET 1966
- 魔法使いサリー（三木濑たかし名义）NET 1966 ～ 1968
- 马赫GoGoGo CX 1967 ～ 1968
- ひみつのアッコちゃん（三木濑たかし名义） NET 1969 ～ 1970